# Willy Lauwers
Willy Lauwers, dit Rupske Lauwers, (né le 17 avril 1936 à Hemiksem et mort le 12 avril 1959 à Palma de Majorque) est un coureur cycliste belge.

## Biographie
Professionnel de 1957 à 1959, il était spécialiste des courses sur piste. 
Il décède à l'âge de 22 ans à la suite d'un accident au Vélodrome de Tirador, Palma. Après avoir remporté la première manche de la course, il chute lors de la seconde : alors qu'il est à la hauteur de Josep Escales, il tombe de son vélo et est frappé par la moto d'Antoni Ferrà. Il décède à l'hôpital, une heure et demie plus tard. 
La chanson Rupske Lauwers de Pater Mestdagh de 1959 raconte son histoire.
Son père Stan, son oncle Henri et son frère Danny étaient également coureurs cyclistes professionnels.

## Palmarès

### Six jours
- 1957 : Six Jours d'Anvers (avec Reginald Arnold et Ferdinando Terruzzi)

### Courses sur piste
- 1956 : Prix du Salon (avec Arsène Ryckaert)
- 1957 : Prix Goullet-Fogler (avec Arsène Ryckaert)

### Championnats nationaux
- Champion de Belgique de Madison en 1955 (avec Guillaume Tobback)